# من یک پاستیل خرسی هستم
«من یک پاستل خرسی هستم (آهنگ پاستیل خرسی)» (به انگلیسی: I'm a Gummy Bear (The Gummy Bear Song)) ترانه‌ای در سبک نوآور رقص از گامی بر می‌باشد که بر روی نوع خاصی از پاستیل خرسی‌شکل که به آن‌ها پاستیل خرسی می‌گویند و از آلمان منشأ می‌گیرد، تأکید دارد. این ترانه برای اولین بار در مجارستان منتشر شد و در آنجا به مدت هشت ماه با رتبهٔ شمارهٔ اول در جدول‌های نوای زنگ سپری می‌کرد.